# 569
سنة 569 م

## أحداث
- ملك الجرامنت يوقع معاهدة سلام مع البيزنطيين. تحولت مدينة جرمة بعدها إلى المسيحية.[1]

## وفيات
- الحارث بن جبلة
- عمرو بن المنذر